# HMS Loke (A344)
HMS Loke (A344) var ett trängfartyg i svenska flottan som sjösattes 11 juli 1944. Fartyget levererades samma år till Kustartilleriet i Karlskrona. År 1992 såldes hon till NCC Bygg AB, Stockholm och omdöptes till M/S Per Jonsson. Den 15 november 1996 såldes hon till Wistedt Fiskeri- & Fartygsservice AB, Ornö. Den 23 februari 2006 såldes hon återigen och den här gången till Ö-Transporter AB, Dalarö.